# منطقة فردية

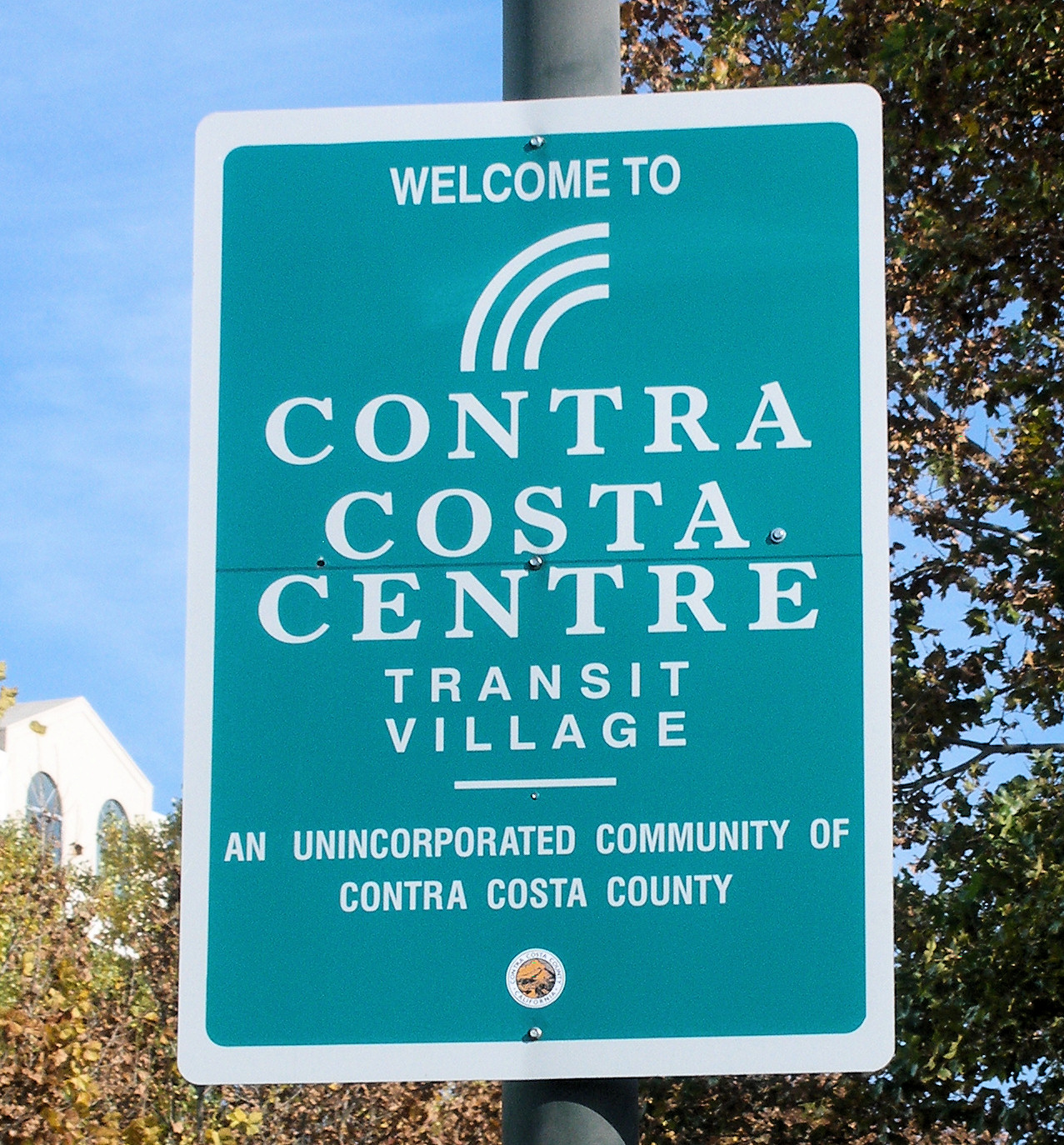

منطقة غير متحدة أو منطقة فردية (بالإنجليزية: Unincorporated area)‏ في القانون هي منطقة أو قطعة من الأرض لا يحكمها مجلس البلدية المحلي التابعة له. بل تدار كجزء من التقسيم الإداري الأكبر، مثل بلدية، محافظة، مدينة، كانتون، إقليم أو بلد. في بعض الأحيان تنحل البلديات أو تتفكك إذا أصبحت عاجزة مالياً، وتصبح الخدمات مسؤولية الإدارة الأعلى. وفي بعض البلدان مثل البرازيل، اليابان، فرنسا أو المملكة المتحدة، لا يوجد فيها مناطق فردية في أي جزء من أراضيها.

## أعلام
- جيمس بيرس